# Kitakami (ferry de 2019)
Pour les articles homonymes, voir Kitakami (homonymie).
Le Kitakami (きたかみ, Kitakami) est un ferry appartenant à la compagnie japonaise Taiheiyō Ferry. Construit entre 2017 et 2019 aux chantiers Mitsubishi Heavy Industries de Shimonoseki, il remplace depuis janvier 2019 l'ancien Kitakami sur les liaisons entre la côte Pacifique d'Honshū et Hokkaidō.

## Histoire

### Origines et construction
À la fin des années 2010, Taiheiyō Ferry emploie entre Sendai et Tomakomai le vieux Kitakami, Doyen de la flotte mis en service en 1989. À l'inverse de ses contemporains, remplacés par des unités neuves en 2005 et en 2011, le Kitakami avait bénéficié en 2005 d'importants travaux de rajeunissement qui lui avaient accordé un sursis de plus de dix ans au sein de la flotte. Ce navire se rapprochant rapidement de la trentaine, la compagnie table sur son remplacement dès 2019. Un nouveau Kitakami est alors commandé en mai 2017 aux chantiers Mitsubishi Heavy Industries.
Contrairement à son aîné, dont la conception avait été réalisée à une époque où l'économie japonaise connaissait une véritable embellie, le futur navire se caractérisera par une capacité d'emport plus faible, des locaux moins vastes et un pont en moins malgré des dimensions similaires. La qualité des installations est cependant revue à la hausse avec la suppression des dortoirs et l'aménagement de cabines individuelles ainsi que de capsules à l'instar des hôtels capsule. Spécialement conçu pour la ligne Sendai - Tomakomai, moins longue que celle au départ de Nagoya, ses moteurs seront moins puissants que ceux des autres navires de la flotte. La capacité du garage est quant à elle augmentée afin de répondre à une demande accrue sur le transport de fret.
La construction du Kitakami débute le 7 septembre 2017 à Shimonoseki et le navire est lancé le 4 juillet 2018. Après finitions, il est livré le 20 janvier 2019 à Taiheiyō Ferry

### Service
Le Kitakami est mis en service le 25 janvier 2019 entre Sendai et Tomakomai.

## Aménagements
Le Kitakami possède 8 ponts. Si le navire s'étend en réalité sur 10 ponts, deux d'entre sont inexistants au niveau des garages afin de permettre au navire de transporter du fret. Du point de vue commercial, la numérotation des ponts débute à partir du pont garage inférieur (correspondant au pont 0). Les locaux passagers occupent les ponts 6 et 7 tandis que le pont 8 est consacré à l'équipage. Les ponts 1, 2 et 3 et 4 abritent quant à eux les garages.

### Locaux communs
Les installations du Kitakami sont peu nombreuses mais d'une qualité remarquable. Les passagers ont à leur disposition un restaurant, un bar-salon , ainsi qu'une salle de spectacle sur le pont 6. La décoration intérieure du navire est basée sur le thème de l'Espace.
En plus de ces principaux aménagements, le navire propose également sur le pont 6 deux bains publics (appelés sentō), l'un pour les hommes, l'autre pour les femmes, et une boutique.

### Cabines
À bord du Kitakami, les passagers sont répartis en deux classes selon le niveau de confort de leurs installations. Ainsi, le navire possède 57 cabines dédiées à la première classe, toutes situées sur les ponts 6 et 7 à l'avant du car-ferry. Il dispose de six cabines Deluxe de style occidental, quatre Deluxe de style japonais, 12 cabines classiques à quatre lits, 33 à deux lits, et deux pouvant accueillir les animaux de compagnie.
Les installations de la classe économique comprennent 75 compartiments individuels situés à l'avant du pont 6, 200 capsules individuelles et 48 capsules doubles.

## Caractéristiques
Le Kitakami mesure 192,50 m de long pour 27 m de large, son tonnage est de 14 100 UMS (ce qui n'est pas exact, le tonnage des car-ferries japonais étant défini sur des critères différents). Il peut embarquer 535 passagers et 146 véhicules dans un spacieux garage de 1 600 mètres linéaires de fret accessible par trois portes rampes latérales, deux situées de chaque côté à la poupe et l'une située à la proue du côté tribord. La propulsion du Kitakami est assurée par deux moteurs diesels JFE 12PC2-6B développant une puissance de 16 000 kW entrainant deux hélices faisant filer le bâtiment à une vitesse de 25 nœuds. Il est en outre doté de deux propulseurs d'étrave et un propulseur arrière ainsi qu'un stabilisateur anti-roulis. Les dispositifs de sécurité sont essentiellement composés de radeaux de sauvetage mais aussi d'une embarcation semi-rigide de secours.

## Ligne desservie
Depuis sa mise en service, le Kitakami effectue toute l'année la liaison entre Honshū et Hokkaidō sur la ligne Sendai - Tomakomai. Le navire assure les traversées en 21 heures et 40 minutes.